# Nor Khachakap
Nor Khachakap là một đô thị thuộc tỉnh Lori, Armenia. Dân số ước tính năm 2011 là 603 người.